# H.C. Andersen Mindemedaillen
La Medalla Memorial HC Andersen (H.C. Andersen Mindemedaillen) va ser un premi concedit entre 1931 i 1955 a autors menors de 35 anys. La medalla commemorativa es va instituir formalment el 2 d'abril de 1930 amb motiu del 125è aniversari del naixement del Hans Christian Andersen.
Darrere del premi hi havia, entre d'altres, la Nyt Nordisk Forlag, a la qual s'havien d'enviar els manuscrits. La medalla atorgada al guanyador va ser dissenyada per Arno Malinowski amb el suport de la Fundació New Carlsberg.
El premi de la Medalla Memorial Hans Christian Andersen incloia la publicació del manuscrit per la Nyt Nordisk Forlag, i un premi en metàl·lic de 500 DKK.

## Guanyadors
- 1931: Johannes Wulff : O, ungdom (novel·la)
- 1932: Leck Fischer : Un noi del carrer (novel·la)
- 1933: Kelvin Lindemann : Probablement ens farem famosos (novel·la)
- 1934: Andrea Andreasen : La mort té la clau (novel·la)
- 1935: No celebrat
- 1936: Aage Rasmussen : Paa Havsens Bund (novel·la)
- 1937-38: No celebrat
- 1939: Jens Gielstrup : Petons a dreta i esquerra (novel·la)
- 1940-41: No celebrat
- 1942: Thorsteinn Stefánsson : Dalen (novel·la)
- 1943-1946: No celebrat
- 1947: Gustav Bengtsson : Nous bastions (novel·la)
- 1948: Desert
- 1949: Inge Haagensen : Mai ho veiem tot (novel·la)
- 1955: Franz Berliner : Tingelingelater (novel·la)